# Campeonato da Europa de Atletismo de 2016 - 400 m masculino
A prova dos 400 metros masculino do Campeonato da Europa de Atletismo de 2016 foi disputada entre os dias 6 e 8 de julho de 2016 no Estádio Olímpico de Amsterdã em Amesterdão,  nos Países Baixos. 

## Recordes
Antes desta competição, os recordes mundiais e do campeonato nesta prova eram os seguintes:
|                       | Nome             | Nacionalidade     | Tempo  | Local     | Data                  |
| --------------------- | ---------------- | ----------------- | ------ | --------- | --------------------- |
| Recorde mundial       | Michael Johnson  | Estados Unidos    | 43s18  | Sevilha   | 26 de agosto de 1999  |
| Recorde do campeonato | Iwan Thomas      | Reino Unido       | 44s 52 | Budapeste | 21 de agosto de 1998  |
| Recorde europeu       | Thomas Schönlebe | Alemanha Oriental | 44s 33 | Roma      | 3 de setembro de 1987 |

## Medalhistas
| Ouro                      | Prata              | Bronze                    |
| Liemarvin Bonevacia (GBR) | Pavel Maslák (CZE) | Liemarvin Bonevacia (NED) |

## Cronograma
Todos os horários são locais (UTC+2).
| Data       | Hora  | Evento    |
| ---------- | ----- | --------- |
| 6 de julho | 13:35 | Bateria   |
| 7 de julho | 16:45 | Semifinal |
| 8 de julho | 19:50 | Final     |

## Resultados

### Bateria
Qualificação: 4 atletas de cada bateria  (Q) mais os 3 melhores qualificados (q).
| Posição | Bateria | Raia | Atleta            | Nacionalidade | Tempo | Notas |
| ------- | ------- | ---- | ----------------- | ------------- | ----- | ----- |
| 1       | 1       | 8    | Jarryd Dunn       | Grã-Bretanha  | 46.05 | Q     |
| 2       | 1       | 7    | Julien Watrin     | Bélgica       | 46.10 | Q     |
| 3       | 1       | 6    | Alexander Gladitz | Alemanha      | 46.28 | Q     |
| 4       | 3       | 4    | Martyn Rooney     | Grã-Bretanha  | 46.57 | Q     |
| 5       | 3       | 5    | Mame-Ibra Anne    | França        | 46.73 | Q     |
| 6       | 1       | 1    | Vitaliy Butrym    | Ucrânia       | 46.77 | Q     |
| 7       | 3       | 7    | Mateo Ružić       | Croácia       | 46.89 | Q     |
| 8       | 3       | 8    | Łukasz Krawczuk   | Polónia       | 46.94 | Q     |
| 9       | 1       | 4    | Joel Burgunder    | Suíça         | 46.98 | q     |
| 10      | 2       | 5    | Lucas Búa         | Espanha       | 47.00 | Q     |
| 11      | 3       | 1    | Brian Gregan      | Irlanda       | 47.02 | q     |
| 12      | 2       | 6    | Jakub Krzewina    | Polónia       | 47.09 | Q     |
| 12      | 3       | 3    | Aliaksandr Linnik | Bielorrússia  | 47.09 | q     |
| 14      | 2       | 4    | Thomas Jordier    | França        | 47.14 | Q     |
| 15      | 1       | 5    | Batuhan Altıntaş  | Turquia       | 47.23 |       |
| 16      | 2       | 7    | Johannes Trefz    | Alemanha      | 47.32 | Q     |
| 17      | 2       | 3    | Yevhen Hutsol     | Ucrânia       | 47.35 |       |
| 18      | 2       | 2    | Jonathan Borlée   | Bélgica       | 47.45 |       |
| 19      | 3       | 6    | Danylo Danylenko  | Ucrânia       | 47.49 |       |
| 20      | 1       | 3    | Craig Lynch       | Irlanda       | 47.61 |       |
| 21      | 1       | 2    | Giuseppe Leonardi | Itália        | 47.68 |       |
| 22      | 2       | 8    | David Gillick     | Irlanda       | 47.81 |       |
| 23      | 3       | 2    | Luca Flück        | Suíça         | 47.97 |       |

### Semifinal
Qualificação: 2 atletas de cada bateria  (Q) mais os  2 melhores qualificados (q). 
| Posição | Bateria | Raia | Atleta                | Nacionalidade | Tempo | Notas                |
| ------- | ------- | ---- | --------------------- | ------------- | ----- | -------------------- |
| 1       | 2       | 7    | Martyn Rooney         | Grã-Bretanha  | 45.04 | Q,                   |
| 2       | 2       | 6    | Matteo Galvan*        | Itália        | 45.12 | Q , =                |
| 3       | 2       | 5    | Rafał Omelko*         | Polónia       | 45.14 | q,                   |
| 4       | 1       | 5    | Kevin Borlée*         | Bélgica       | 45.26 | Q                    |
| 5       | 1       | 4    | Pavel Maslák*         | Chéquia       | 45.31 | Q ,                  |
| 6       | 2       | 8    | Mame-Ibra Anne        | França        | 45.39 | q,                   |
| 7       | 2       | 3    | Yavuz Can*            | Turquia       | 45.51 | Recorde nacional     |
| 8       | 3       | 5    | Luka Janežič*         | Eslovênia     | 45.63 | Q                    |
| 9       | 3       | 3    | Liemarvin Bonevacia*  | Países Baixos | 45.68 | Q ,                  |
| 10      | 2       | 4    | Julien Watrin         | Bélgica       | 45.76 |                      |
| 11      | 1       | 6    | Aliaksandr Linnik     | Bielorrússia  | 45.80 |                      |
| 12      | 1       | 8    | Łukasz Krawczuk       | Polónia       | 45.86 | Recorde da temporada |
| 13      | 3       | 4    | Donald Blair-Sanford* | Israel        | 45.90 |                      |
| 14      | 3       | 2    | Jarryd Dunn           | Grã-Bretanha  | 46.00 | Recorde da temporada |
| 15      | 1       | 2    | Johannes Trefz        | Alemanha      | 46.07 |                      |
| 16      | 1       | 7    | Vitaliy Butrym        | Ucrânia       | 46.07 |                      |
| 17      | 3       | 6    | Thomas Jordier        | França        | 46.24 |                      |
| 18      | 3       | 7    | Lucas Búa             | Espanha       | 46.26 |                      |
| 19      | 1       | 1    | Brian Gregan          | Irlanda       | 46.37 |                      |
| 20      | 1       | 3    | Samuel García*        | Espanha       | 46.43 |                      |
| 21      | 3       | 1    | Jakub Krzewina        | Polónia       | 46.50 |                      |
| 22      | 3       | 8    | Alexander Gladitz     | Alemanha      | 46.57 |                      |
| 23      | 2       | 2    | Mateo Ružić           | Croácia       | 47.19 |                      |
| 24      | 2       | 1    | Joel Burgunder        | Suíça         | 47.23 |                      |

*Atletas que entraram direto nas  semifinais

### Final
| Posição           | Raia | Atleta              | Nacionalidade | Tempo | Notas                |
| ----------------- | ---- | ------------------- | ------------- | ----- | -------------------- |
| Medalha de ouro   | 9    | Martyn Rooney       | Grã-Bretanha  | 45.29 |                      |
| Medalha de prata  | 4    | Pavel Maslák        | Chéquia       | 45.36 |                      |
| Medalha de bronze | 2    | Liemarvin Bonevacia | Países Baixos | 45.41 | Recorde da temporada |
| 4                 | 7    | Kevin Borlée        | Bélgica       | 45.60 |                      |
| 5                 | 6    | Luka Janežič        | Eslovênia     | 45.65 |                      |
| 6                 | 5    | Rafał Omelko        | Polónia       | 45.67 |                      |
| 7                 | 8    | Mame-Ibra Anne      | França        | 45.75 |                      |
| 8                 | 3    | Matteo Galvan       | Itália        | 45.80 |                      |

Legenda
| Recorde mundial       | Recorde mundial (World record)               |                       | Recorde africano                      | Recorde africano (African) |                                           | Q | Classificado por posição (Qualified) |
| Recorde do campeonato | Recorde do campeonato (Championship record)  | Recorde da América    | Recorde da América (Americas)         | q                          | Classificado por melhor tempo (Qualified) |   |                                      |
| Melhor marca do ano   | Melhor marca do ano (World leading)          | Recorde asiático      | Recorde asiático (Asian)              | DNS                        | Não largou (Did not start)                |   |                                      |
| Recorde nacional      | Recorde nacional (National record)           | Recorde europeu       | Recorde europeu (European)            | DNF                        | Não terminou (Did not finish)             |   |                                      |
| Recorde pessoal       | Recorde pessoal do atleta (Personal best)    | Recorde da Oceania    | Recorde da Oceania (Oceania)          | DSQ / DQ                   | Desclassificado (Disqualified)            |   |                                      |
| Recorde da temporada  | Recorde da temporada do atleta (Season best) | Recorde sul-americano | Recorde sul-americano (South America) | NM                         | Sem marca (No mark)                       |   |                                      |